# Ullerslev Kommune
| Strukturdaten       | Strukturdaten    |
| ------------------- | ---------------- |
| Sitz der Verwaltung | Ullerslev        |
| Fläche              | 54,33 km²        |
| Einwohner           | 5.190 (2006)     |
| Kommune seit 2007   | Nyborg Kommune   |
| Website             | www.ullerslev.dk |

Ullerslev Kommune war bis Dezember 2006 eine dänische Kommune im damaligen Fyns Amt im Osten der Insel Fünen. Seit Januar 2007 ist sie zusammen mit der “alten” Svendborg Kommune und der Ørbæk Kommune Teil der neuen Nyborg Kommune.
Ullerslev Kommune entstand im Zuge der dänischen Verwaltungsreform von 1970 und umfasste folgende Sogn:
- Ullerslev Sogn (Landgemeinde Ullerslev)
- Flødstrup Sogn (Landgemeinde Flødstrup)
- Skellerup Sogn und Ellinge Sogn(Landgemeinde Skellerup-Ellinge)